# Guillem Forteza i Valentí
Guillem Forteza i Valentí (Palma, Mallorca, 1830 - 1873) fou un assagista i poeta mallorquí que treballà a l'Arxiu Municipal de Barcelona i a la Reial Acadèmia de la Història. Encara que escrigué principalment en castellà, publicà uns quants poemes en català, dels que destaca L'orfenet savoiard.

## Obra
- Juicio crítico de las obras de don Antonio de Capmany de Montpalau (1857)
- Algunas observaciones acerca del estado actual de las letras en España (1860)
- Obras críticas (1882)
- Obras literarias (1894)